# Ieva Lagūna
Ieva Lagūna (ur. 6 czerwca 1990 w Saldusie) – łotewska modelka.

## Kariera
Urodziła się i wychowała na Łotwie. Rozpoczęła karierę modelki, gdy w wieku 17 lat została dostrzeżona podczas festiwalu MTV / B-day w Rydze na Łotwie przez Nilsa Raumanisa, założyciela agencji modelek DANDY. Później podpisała kontrakt z agencją WOMEN z Mediolanu. W 2008 po raz pierwszy wzięła udział w pokazie mody, podczas tygodnia mody Spring 2008 London w Burberry. W tym samym roku podpisała kontrakt z paryską agencją Women Management Paris oraz SUPREME Model Management z Nowego Jorku.
W 2011 po raz pierwszy wzięła udział w pokazie mody Victoria’s Secret Fashion Show. W trakcie swojej kariery pojawiała się na pokazach kolekcji takich projektantów, jak m.in. Shiatzy Chen, Christian Dior, Dolce & Gabbana, Versace, Michael Kors, Carolina Herrera i Nina Ricci.
Ieva Lagūna czterokrotnie pojawiła się na okładce magazynu „Vogue”. Oprócz tego znalazła się na okładce takich czasopism, jak m.in. „Russh” (w Australii w czerwcu 2010) z Tonym Wardem”, „Elle”, „Marie Claire”, „Harper’s Bazaar”, „L’Officiel”. Podobnie jak model David Gandy, miała kontrakt na wyłączność z włoskim domem mody Dolce & Gabbana.